# Trym (batteur)
Trym Torson (né Kai Johnny Mosaker en 1974), ou tout simplement Trym est un batteur norvégien qui joue avec le groupe de metal Zyklon.

## Biographie
Trym a commencé sa carrière avec le groupe de viking metal Enslaved. En 1994, évincé du groupe, il répond favorablement a une offre du groupe de black metal Emperor, remplaçant Faust derrière les fûts. Il a cofondé Zyklon (groupe actuellement en sommeil) avec Samoth guitariste du groupe Emperor. Il est réputé pour sa rapidité et son endurance (à la double pédale notamment, il est capable de jouer de cette dernière tout un titre à une vitesse impressionnante, et sans faiblir). Avec son jeu souvent composé de blast beats et de contrebasse percussions, il est cité par beaucoup dans la scène metal extrême comme étant l'un des meilleurs batteurs de black metal. En dehors de la musique, Trym exerce la profession de tatoueur.

## Discographie de Trym
| Groupe             | Titre                                                       | Label                              | année |
| ------------------ | ----------------------------------------------------------- | ---------------------------------- | ----- |
| Enslaved           | "Yggdrasill" (Cass)                                         | auto production du groupe Enslaved | 1992  |
| Enslaved           | "Hordanes Land" split avec Emperor                          | Candlelight Records                | 1993  |
| Enslaved           | "Vikingligr Veldi"                                          | Deathlike Silence Production       | 1993  |
| Enslaved           | "Frost"                                                     | Osmose Productions                 | 1994  |
| Enslaved           | "The Forest Is My Throne / Yggdrasill" Split avec Satyricon | Moonfog Productions                | 1996  |
| Emperor            | "Reverence" EP                                              | Candlelight Records                | 1997  |
| Emperor            | "Anthems to the Welkin at Dusk"                             | Candlelight Records                | 1997  |
| Emperor            | "Thorns vs Emperor"                                         | Moonfog Productions                | 1999  |
| Emperor            | "IX Equilibrium"                                            | Candlelight Records                | 1999  |
| Emperor            | "Emperial Live Ceremony"                                    | Candlelight Records                | 2000  |
| Hagalaz' Runedance | "Volven"                                                    | Well Of Urd                        | 2000  |
| Zyklon             | "World ov Worms"                                            | Candlelight Records                | 2001  |
| Emperor            | "Prometheus - The Discipline of Fire and Demise"            | Candlelight Records                | 2001  |
| Emperor            | "Scattered Ashes - A Decade Of Emperial Wrath"              | Candlelight Records                | 2003  |
| Zyklon             | Split avec Red Harvest                                      | Nocturnal Art Productions          | 2003  |
| Zyklon             | "Aeon"                                                      | Candlelight Records                | 2003  |
| Zyklon             | "Storm Detonation Live" DVD                                 | Candlelight Records                | 2006  |
| Zyklon             | "Disintegrate"                                              | Candlelight Records                | 2006  |
| Emperor            | "Live Inferno"                                              | Candlelight Records                | 2009  |